# Сантьяго-де-Алькантара
Сантьяго-де-Алькантара (ісп. Santiago de Alcántara) — муніципалітет в Іспанії, у складі автономної спільноти Естремадура, у провінції Касерес. Населення — 654 особи (2010).

## Географія
Муніципалітет розташований на португальсько-іспанському кордоні.
Муніципалітет розташований на відстані близько 310 км на захід від Мадрида, 75 км на захід від Касереса.

## Демографія
Динаміка населення (INE ):